# Konrad Wirnhier
Konrad Wirnhier, né le 7 juillet 1937 à Pfarrkirchen et mort le 2 juin 2002 à Tegernsee, est un tireur sportif allemand.

## Carrière
Konrad Wirnhier remporte la médaille de bronze en skeet aux Jeux olympiques d'été de 1968 à Mexico et la médaille d'or aux Jeux olympiques d'été de 1972 à Munich.